# Selevac (cratère)
Selevac est un cratère de 7,3 km de diamètre situé à la surface de la planète Mars. Son nom, issu du village serbe de Selevac, a été adopté le 18 avril 2016 par l'UAI.